# Etheostoma fragi
Etheostoma fragi és una espècie de peix de la família dels pèrcids i de l'ordre dels perciformes.

## Hàbitat
És d'aigua dolça, bentopelàgic i de clima temperat.

## Distribució geogràfica
Es troba a Nord-amèrica: Arkansas (els Estats Units).